# Penco
Penco este un oraș și comună din provincia Concepción, regiunea Bío Bío, Chile, cu o populație de 46.176 locuitori (2012) și o suprafață de 107,6 km2.